# Anagyrus jucundus
Anagyrus jucundus är en stekelart som beskrevs av De Santis 1964. Anagyrus jucundus ingår i släktet Anagyrus och familjen sköldlussteklar. Inga underarter finns listade i Catalogue of Life.